# Médias en Russie
 (mars 2024).

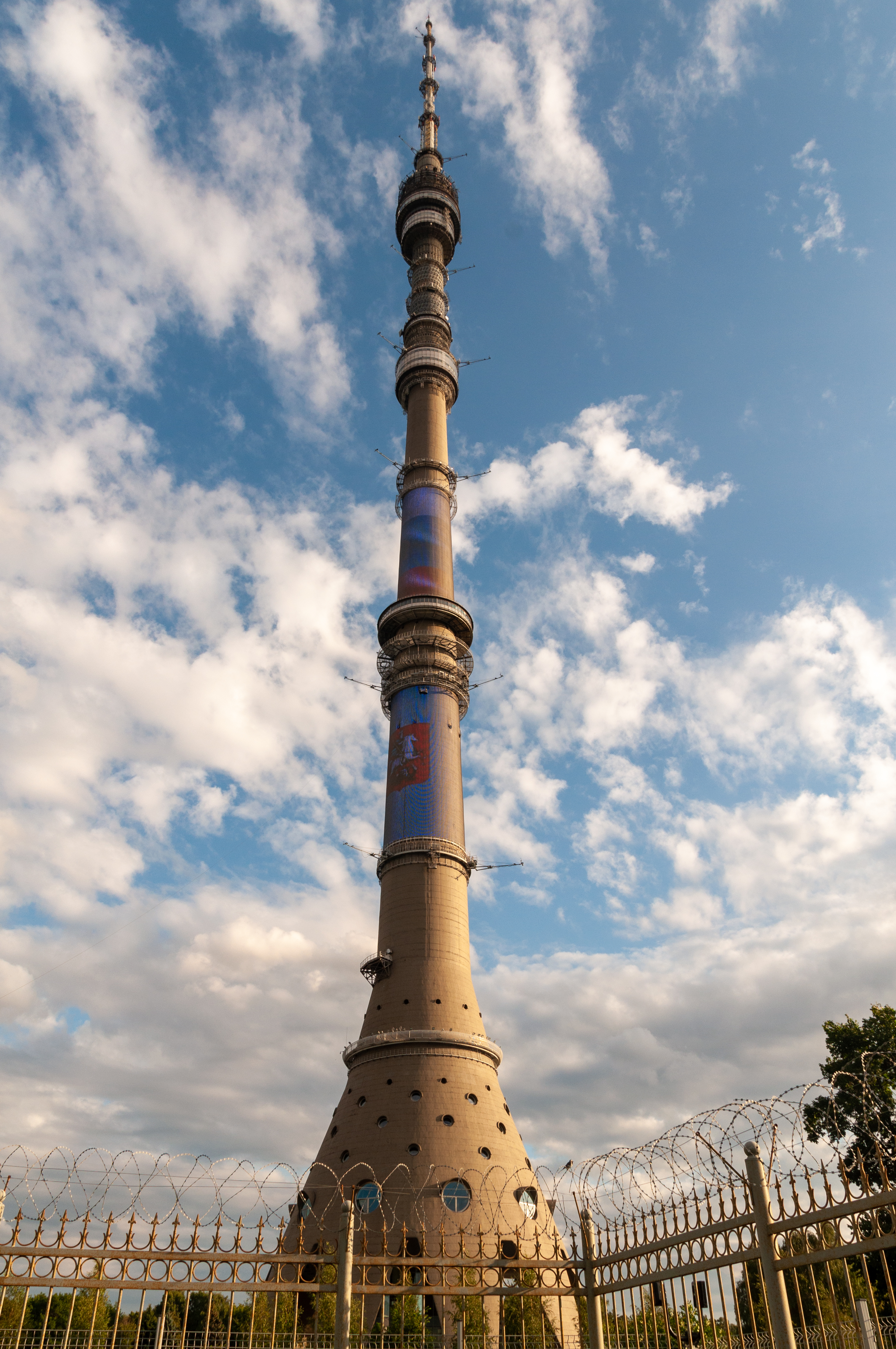
Tour Ostankino

On compte presque 37 000 médias en Russie, dont plus de 22 000 journaux et 12 000 magazines. Dans les médias audiovisuels, il y a plus de trois mille chaînes de télévision et deux mille chaines radios enregistrées. Selon Freedom House, le gouvernement russe est propriétaire de deux des 14 journaux nationaux, de 60 % des journaux, et, en tout ou partie, les six chaînes de télévision nationales. Selon Reporters sans frontières, les médias russes sont globalement sous contrôle de l'État et subissent l'auto-censure, même si le développement d'internet a permis l'apparition de sites d'information indépendants. Avec le début de l'invasion de l'Ukraine par la Russie, le 24 février 2022, dans le cadre de la guerre russo-ukrainienne débutée en 2014, la censure pesant sur les médias se renforce brutalement.

## Histoire
L'histoire des médias en Russie est caractérisée par sa diversification depuis la création de l'imprimerie. 
Après la révolution bolchevique d'octobre 1917, les principaux titres de presse sont nationalisés et des organes de censure liés au Parti communiste d'Union soviétique contrôlent les contenus médiatiques avant publication.
Tout au long du vingtième siècle, la modernisation technique de l'URSS est accompagnée d'un développement de la radio puis de la télévision sur l'ensemble du territoire soviétique. Les contenus audiovisuels sont placés sous le contrôle des organes de censure. 
Avec la chute de l'Union soviétique et l'avènement d'une économie de marché, la censure est abolie. Les médias (télévision, radio et presse écrite) sont privatisés et doivent sécuriser leurs abonnements et leurs revenus publicitaires, ainsi que gagner la confiance des lecteurs.
En 2000, l'élection de Vladimir Poutine à la présidence de la fédération de Russie s'accompagne d'une reprise en main des médias,, notamment des principales chaînes de télévision. 
Dans les années 2000, le développement progressif d'internet permet l'apparition de médias en ligne comme lenta.ru ou gazeta.ru. 
À partir de 2016, un actionnaire étranger ou ayant la double nationalité ne peut plus détenir plus de 20 % d'un média russe.

## La presse
La Russie a un très large éventail de journaux, plus de 400 publications par jour, pour chaque champ. Toutefois, la consommation de journaux est en déclin. Seulement 7 % des Russes lisent les journaux. Avec le développement d'internet en Russie, les principaux titres de la presse écrite publient leurs contenus en ligne. La ligne éditoriale des différents médias est difficile à caractériser dans un contexte où la structuration politique "gauche/droite" n'est pas adaptée. Les experts des médias russes opposent généralement les médias loyaux et les médias critiques. 
- Komsomolskaïa Pravda - la circulation de masse, de gauche quotidienne
- Kommersant - quotidien orienté vers les entreprises[10]
- Komsomolets Moskovskij - quotidien populaire
- Izvestia - quotidien populaire
- Rossiyskaya Gazeta - quotidien appartenant au gouvernement
- Nezavissimaïa Gazeta - quotidien pro-opposition
- Trud - quotidien de gauche
- Argumenty i Fakty - hebdomadaires populaires
- Novaïa Gazeta - bi-hebdomadaire, connu pour son journalisme d'investigation
- Vedomosti
- The Moscow Times - quotidien de langue anglaise
- Les Nouvelles de Moscou (Moskovskiye Novosti, Moscow News) - hebdomadaire[réf. nécessaire] de langue anglaise[pas clair]

## Télévision
Après l'élection de V. Poutine à la présidence de la fédération de Russie en 2000, les principales chaînes de télévision sont reprises en main.  La chaîne NTV, qui portait une ligne éditoriale indépendante, est placée sous le contrôle de proches du chef de l'Etat. La télévision constitue la principale source d'information à l'échelle du pays, notamment pour les citoyens les plus âgés. Ses contenus politiques sont fortement encadrés, voire ouvertement propagandistes. Les programmes culturels ou de divertissement contribuent à la popularité de ces chaînes. 

### Chaînes d'État
- Perviy Kanal • VGTRK (Rossiya 1, Rossiya 2, Rossiya K, RTR Planeta, Rossiya 24, Bibigon) • TV Centre • Gazprom-Media (NTV, TNT)

### Chaînes privées
- Pétersbourg TV-5 • REN TV • STS Media (STS, Domashny, DTV)

### Chaînes satellitaires
- VGTRK (Rossiya 1, Rossiya 2, Rossiya K, Rossiya 24, Bibigon, Euronews) • Perviy Kanal (Dom Kino, Muzika, Vremya, Telenyanya, Telecafe) • Eurosport • Eurosport 2 • Music Box Russia • A-One • Stolitsa •  REN TV • RTVi • RT (Russia Today) • Rusiya Al-Yaum• NTV Plus (NTV Plus Sport, Nashe Kino, Kinohit, Kinoklub)

### Chaînes ayant cessé d'émettre
- TV-6 Moscou • TVS • RTR Sport - TV2

## Radio
- Europa Plus
- Nashe Radio
- Russkoie Radio
- Écho de Moscou
- Hit FM
- Radio Mayak
- Radio Rossii
- Radio Wolga
- UVB-76
- Voix de la Russie

## Internet
À partir des années 2000, le développement d'internet en Russie permet la diversification de l'espace médiatique et l'apparition de très nombreux médias en ligne. Ces médias disposent initialement d'une forte indépendance éditoriale, travaillant hors du contrôle des institutions publiques. Lors des manifestations contre la fraude électorale en Russie, en 2011/2012, ces médias s'illustrent par leur couverture des protestations. À partir de cette période, les contraintes institutionnelles sur les médias se renforcent, par l'intermédiaire de Roskomnadzor, l'agence de surveillance des communications en Russie. En 2014, dans le contexte de l'annexion de la Crimée, plusieurs médias sont bloqués en Russie : grani.ru, ej.ru et kasparov.ru. Des licenciements de journalistes dans les rédactions conduisent à l'infléchissement de leur ligne éditoriale en faveur des positions gouvernementales. Par exemple, la rédactrice en chef du site lenta.ru est licenciée et remplacée par un confrère favorable au pouvoir en 2014. Les contraintes sur les médias en ligne se renforcent tout au long de la décennie. De nombreux médias en ligne indépendants sont inscrits sur le registre des médias "agents de l'étranger" en 2020-2021, à l'exemple de la télévision en ligne Dozhd'.
- Zeliony Mir, Monde vert, écologiste
- Press Reader[18] (Bulac/Inalco)

## Censure militaire
À la suite de l'invasion militaire russe en Ukraine le 24 février 2022, la censure pesant sur les médias russes se renforce brutalement. Plusieurs mesures s'appliquant aux médias ainsi qu'aux réseaux sociaux sont prises : 
- Le 3 mars 2022, sur décision de Roskomnadzor, l'organe russe de surveillance des communications, les sites de la télévision Dozhd' et de la radio Ekho de Moscou sont bloqués[19]. La radio Ekho de Moscou met fin à ses activités sur les ondes et en ligne[20].
- Le 4 mars 2022, la Douma d'Etat adopte une loi sur les « fausses nouvelles militaires » qui punit d'amendes ou de peines allant jusqu'à 15 ans d'emprisonnement toute publication d'information non officielle portant sur les forces armées russes ou sur l'« opération militaire spéciale » en Ukraine (la terminologie officielle pour désigner le conflit). Il est également interdit d'employer les mots « guerre » et « invasion » pour qualifier ce conflit [21],[22].
- Le 4 mars 2022, un amendement est adopté afin d'interdire les « appels à imposer des sanctions à la Russie »[23].
- Le 4 mars 2022, l'édition locale de la BBC, de la Deutsche Welle ainsi que le site indépendant Meduza et Radio Svoboda (filiale de Radio Free Europe) se sont vus restreindre leur possibilité de toucher le public russe[24].
- Le 21 mars 2022, les réseaux sociaux Facebook et Instagram sont officiellement interdits par une décision de justice estimant qu'ils mènent des  activités « extrémistes ». Ces deux réseaux, ainsi que Twitter étaient à ce moment déjà inaccessibles[25]. Cette décision intervient après la décision du groupe Meta de faire preuve d'indulgence dans la modération des messages de haine envers les Russes[26].
- De nombreux journalistes et médias sont enregistrés par le ministère russe de la Justice sur le registre des médias « agents de l'étranger » (en vigueur depuis 2017)[27].
- Le régulateur des médias Roskomnadzor a par ailleurs bloqué Facebook et restreint l'accès à Twitter.
- L'édition locale de la BBC, de la Deutsche Welle ainsi que le site indépendant Meduza et Radio Svoboda (filiale de Radio Free Europe) se sont vus restreindre leur possibilité de toucher le public russe.
- À partir du 24 mars 2022, Google News n'est plus accessible en Russie après une décision de Roskomnadzor, devenant le premier service de Google à ne plus être disponible en Russie[28].

À la suite de l'adoption de la loi sur les « fausses nouvelles militaires », le journal Novaya Gazeta supprime des contenus pour se mettre en conformité avec la loi mais veut continuer à travailler. Cependant, le 22 mars, le journal met fin à ses activités, après avoir reçu un deuxième avertissement de Roskomnadzor. Les journaux indépendants Novaïa Gazeta et The Bell (ru) ont décidé de ne pas couvrir le conflit ukrainien. Jugeant la pression extérieure devenue trop importante, le dernier média indépendant russe Novaya Gazeta a décidé lundi 28 mars 2022 de suspendre sa publication en ligne jusqu'à la fin de l'opération militaire en Ukraine. Les mesures de censure s'appliquant aussi aux médias étrangers, de nombreuses rédactions occidentales qui emploient sur place des équipes ont suspendu leur couverture locale le temps d'évaluer le risque inhérent à la nouvelle réglementation.
L'irruption sur le plateau de Channel One de Marina Ovsiannikova le 15 mars 2022 avec une pancarte "No War" a entrainé dès le lendemain une nouvelle vague de blocages d'au moins 15 médias par le régulateur des médias et télécoms Roskomnadzor. Parmi les médias bloqués on peut citer la BBC, le site d'investigation Bellingcat, des médias russes locaux (Kavkazkï Ouzel, Perm Daily), des médias russophones présents en Ukraine, en Estonie (Postimees) ou en Israël (9 TV Channel Israel et Vesty Israel).